# Donovan Peoples-Jones
(en) Statistiques sur pro-football-reference
Donovan Peoples-Jones, né le 19 février 1999 à Détroit au Michigan, est un joueur professionnel américain de football américain. 
Il joue au poste de wide receiver pour la franchise des Lions de Détroit dans la National Football League (NFL) depuis la saison 2023.

## Biographie
Peoples-Jones joue en NCAA avec les Wolverines du Michigan. Cependant, son passage à Ann Arbor est marqué par un manque de production offensive. Devin Gardner, un analyste local, blâme celle-ci sur la qualité des quarterbacks de l'équipe. Malgré cela, il glisse durant la draft de 2020 et est sélectionné au 187e rang par les Browns de Cleveland avec un choix reçu par l'équipe en échangeant Jamar Taylor (en).
Malgré sa position de repêchage, Peoples-Jones fait sa place à Cleveland. Lors de sa troisième saison avec l'équipe, il s'établit comme le second wide receiver de l'équipe et gagne 839 yards à la réception en plus d'amasser un touchdown de 76 yards lors d'un retour de punt. Durant cette saison, il joue 90 % des snaps offensifs.
À la date limite des transactions de la saison 2023, Peoples-Jones est échangé aux Lions de Détroit contre un choix de sixième tour. Sa saison 2023 est décrite comme « peut impactante », mais il est tout de même resigné par Détroit pour une autre saison en mars 2024.